# Calamoncosis rufitarsis
Calamoncosis rufitarsis är en tvåvingeart som först beskrevs av Friedrich Hermann Loew 1858.  Calamoncosis rufitarsis ingår i släktet Calamoncosis och familjen fritflugor. Inga underarter finns listade i Catalogue of Life.